# Gotland (Nils Landgren-album)
Gotland är ett musikalbum av Nils Landgren . Skivan gavs ut 1996 av ACT och på skivan medverkar även den polske trumpetaren Tomasz Stańko. Landgren har skrivit huvuddelen av melodierna.

## Låtlista
Låtarna är skrivna av Nils Landgren om inget annat anges.
1. Den blomstertid nu kommer (trad) – 4:25
2. Gotland – 4:4
3. Tjelvar – 3:53
4. Älskar barnet moderfamnen (Johann Schop) – 4:32
5. Olu – 5:30
6. Guldrupe – 4:20
7. Ainbusk – 4:12
8. Vänge – 5:54
9. Rank – 6:36
10. Emil Kahl (Nils Landgren/Claus Bantzer) – 2:39

## Medverkande
- Nils Landgren – trombon
- Tomasz Stańko – trumpet
- Anders Eljas – orgel (spår 2–3, 5–9)
- Claus Bantzer – orgel (spår 1, 4, 10)